# Chassalia northiana
Espèce
Chassalia northiana est une espèce de plantes dicotylédones de la famille des Rubiaceae, originaire de Bornéo. L'épithète spécifique, northiana, est un hommage à Marianne North.
C'est l'une des 14 nouvelles espèces, toutes endémiques de Bornéo, décrites en 2021 par Tian Yi Yu et al., dans le cadre d'une révision du genre Chassalia à Bornéo.
Cette étude est basée principalement sur les spécimens d'herbier,  présents dans l'herbier des Jardins botaniques royaux de Kew, y compris les prêts du Jardin botanique de Singapour et de l'Institut de recherche forestière de Malaisie (en). Elle fait aussi appel à l'étude d'images numériques de spécimens provenant principalement de l'Herbarium Bogoriense et de l'herbier national des Pays-Bas.
Cette espèce figure sur une peinture à l'huile datant de 1876, signée d'une artiste britannique, Marianne North. Intitulée « Curious Plants from the Forest of Matang, Sarawak, Borneo », cette œuvre est conservée dans la galerie Marianne North des jardins botaniques royaux de Kew. Elle porte le numéro 624 parmi les 800 peintures de cette artiste présentes dans cette galerie.
Cependant, le premier spécimen d'herbier, nécessaire pour caractériser l'espèce, n'a été collecté qu'en 1973 par Ilias Paie.

## Description
Chassalia northiana est une plante herbacée ou un arbuste pouvant atteindre 1 à 2 mètres de haut, à tiges cylindriques glabres.
Les feuilles, opposées décussées, portées par un pétiole de 1 à 6 cm de long, ont un limbe oboval à elliptique, de  12 à 27 cm de long sur  4 à 9 cm de large, à l'apex acuminé et à la base tronquée. La nervure médiane est légèrement en relief sur les deux faces, adaxiale et abaxiale. On compte de 8 à 14 nervures secondaires de part et d'autre de  la nervure médiane.
L'inflorescence est une cyme composée, terminale, de 6 à 14 cm de long au total.
Les fleurs,  sessiles, de 15 à 18 mm de long, présentent une corolle soudée formant un tube de 3,5 à 4 mm de large à son ouverture, prolongé de lobes d'environ 5 sur 3 mm.
Les étamines sont insérées à l'intérieur du tube de la corolle, à 1 mm de son embouchure. Le stigmate est bilobé.
Le calice est également soudé en un tube portant 5 lobes.
Le fruit, noir ou brun foncé lorsqu'il est sec, est bleu à maturité, ellipsoïde à rond, de 7 mm de long sur 6 mm de diamètre, avec le calice persistant, non accrescent.
Les graines, brun clair, semi-ellipsoïdes, de 5 sur 6 mm, présentent une crête longitudinale sur la ligne médiane de la surface dorsale.